# Parwan (del av en befolkad plats i Australien)
Parwan är en del av en befolkad plats i Australien. Den ligger i kommunen Moorabool och delstaten Victoria, omkring 45 kilometer väster om delstatshuvudstaden Melbourne. Antalet invånare är 312.
Närmaste större samhälle är Bacchus Marsh, nära Parwan. 
Trakten runt Parwan består i huvudsak av gräsmarker. Runt Parwan är det ganska tätbefolkat, med 90 invånare per kvadratkilometer. Genomsnittlig årsnederbörd är 971 millimeter. Den regnigaste månaden är juni, med i genomsnitt 115 mm nederbörd, och den torraste är januari, med 34 mm nederbörd.